# THE-MEDIA.jp
THE-MEDIA.jp（ザ メディア ジェーピー）は、同名のオンラインメディアを運営する独立したデジタルメディア企業である。
2018年に設立され、東京と名古屋に拠点を持つ。

## 概要
2018年12月にリリースされたオンラインメディアで独自のニュースやコラムを配信する。また、コンテンツ共有プラットフォーム「nordot」にコンテンツホルダーとして参画しており、独自記事は同プラットフォームのキュレータメディアに掲載されることがある。

## 沿革
- 2018年12月2日　サービス開始。[5]。
- 2019年1月　「nordot」のキュレーターとして参画メディアの記事の配信を開始。
- 2019年7月　「nordot」のコンテンツホルダーとして参画。独自記事の配信を開始[6]。
- 2020年9月　THEMEDIAへ名称変更